# Visalaje

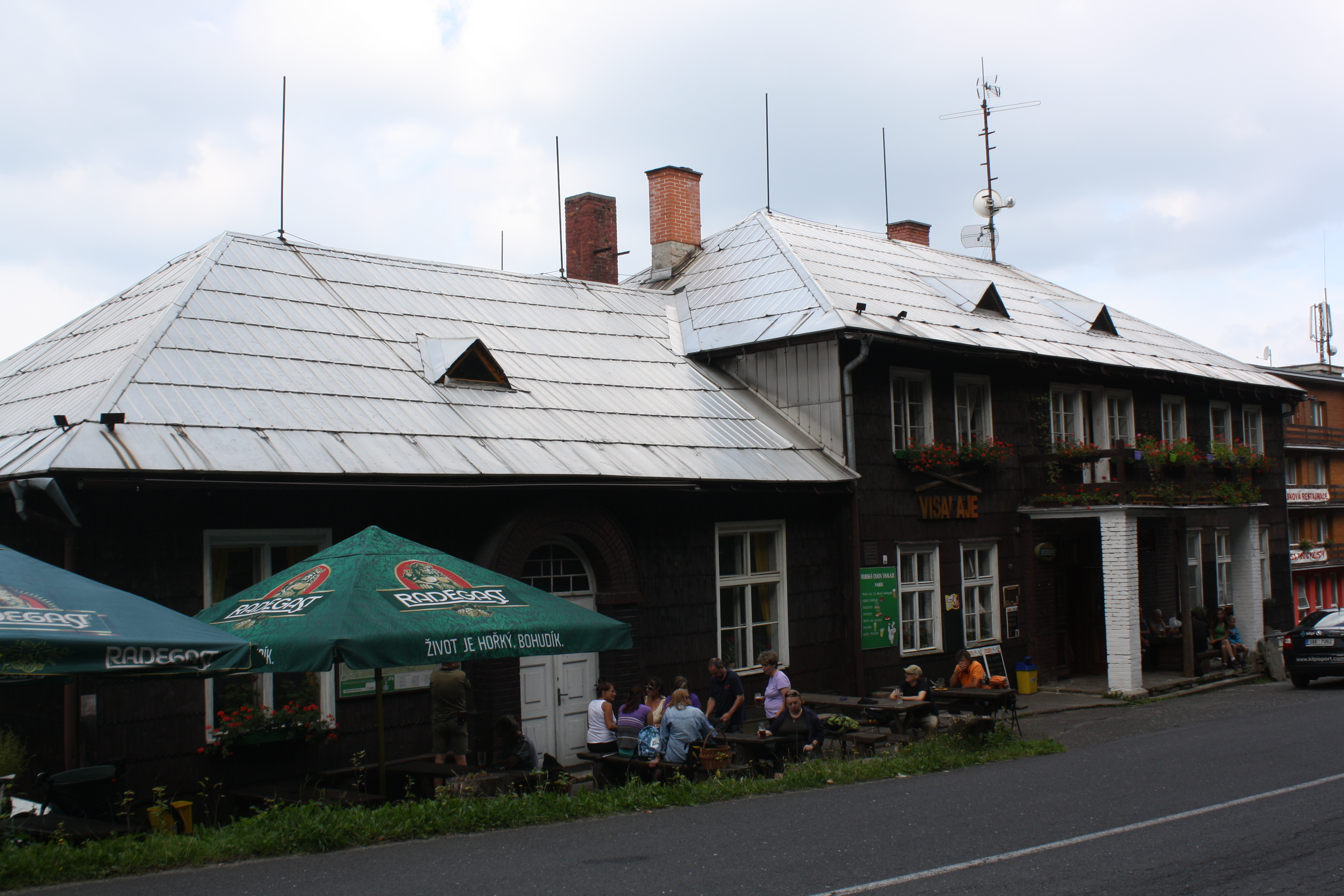
Horská chata Visalaje

Visalaje je horská osada v Zadních horách v Moravskoslezských Beskydech, na svahu kopce Visalaje (800 m n. m.) na konci 12 km dlouhého údolí mezi Lysou horou, Travným a Bílým Křížem. Nachází se na rozvodí řek Morávky a Mohelnice. Po administrativní stránce spadá pod obec Krásná. V okolí najdeme řadu dalších osad. Podél toku potoka Kumorovec se rozprostírá přírodní památka Obidová, která zároveň odděluje osadu Visalaje od osady Obidová.
V zimním období prochází osadou běžecké tratě, dále je zde lyžařské středisko s řadou vleků a sjezdovek.

## Dostupnost

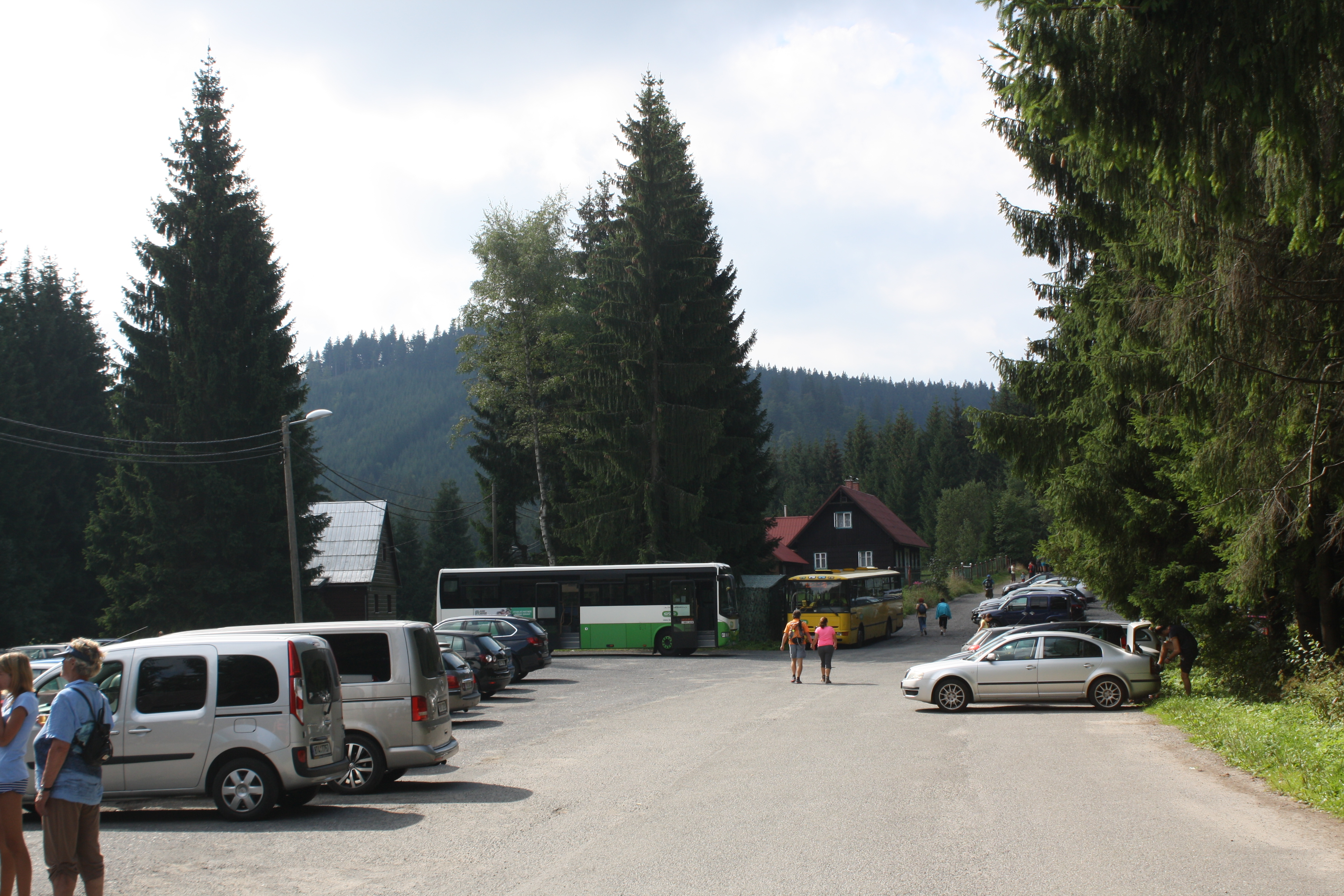
Turistické parkoviště

Osadou prochází zeleně značená turistická stezka od Švarné Hanky, části osady Gruň. Z Visalají dále pokračuje směrem na Travný a přes Malý Travný do Morávky. Z jižní části osady zv. Ježánky vede žlutá turistická značka k samotě U Surovce a červená turistická značka přes osadu Vyšní Mohelnice (u osady Muroňka) směrem na Lysou horu. Místem také prochází modře značená turistická stezka od vodní nádrže Šance, pokračující na Bílý Kříž.